# Christ the King Lutheran Church
Christ the King Lutheran Church of Nigeria är ett teologiskt konservativt lutherskt trossamfund, tillhörande den internationella Konfessionella evangelisk-lutherska konferensen (KELK). Kyrkan består av 31 församlingar med 3500 döpta medlemmar.
All Saints Lutheran Church bildades 1969 sedan en grupp kristna lämnat Lutheran Church of Christ in Nigeria på grund av teologiska oöverensstämmelser. I januari 2000 fattades beslut om kyrkogemenskap med All Saints Lutheran Church of Nigeria, vilka man samarbetar med när det t.ex. gäller pastorsutbildning.